# Фогт, Йохан Герман Ли
Йохан Герман Ли Фогт (норв. Johan Herman Lie Vogt; 1858—1932) — норвежский геолог, петрограф, профессор Норвежского технологического института, член-корреспондент Российской академии наук (1912).

## Биография
Йохан Герман Ли Фогт родился 14 октября 1858 года в норвежском городке Тведестранн в губернии Эуст-Агдер в семье врача Олафа Фредрика Санд Фогта (норв. Olaus Fredrik Sand Vogt; (1829—1893) и Матильды Элизы Ли (норв. Mathilde Eliza (“Elise”) Lie; 1835—1893) — сестра выдающегося математика Софуса Ли; его братом был известный психиатр Рагнар Фогт (норв. Ragnar Vogt) (1870—1943).
С 1886 по 1912 год — профессор металлургии в Королевском университете Фредерика, а когда был создан Норвежский технологический институт в Тронхейме, стал (с 1912) первым профессором геологии, рудных местоождений и цветной металлургии на кафедре геологии; в этой должности он пробыл до 1929 года, а после его ухода кафедру возглавил его сын Торольф.
Его опыты по внедрению физико-химических методов для исследований рудных месторождений принесли ему известность в научном мире. Фогт, в частности, был избран в члены-корреспонденты Императорской Санкт-Петербургской академии наук.
Йохан Герман Ли Фогт умер 3 января 1932 года в городе Тронхейме на берегу Тронхеймского фьорда.

## Семья
- В 1887 году он женился на Марте Джоанне Абигель Кинк. В браке у них родились сыновья:
  - Фогт, Фредрик (англ. Fredrik Vogt) (1892—1970) — инженер; профессор и ректор в Норвежском технологическом институте.
  - Фогт, Торольф (англ. Thorolf Vogt) (1888—1958) — геолог; профессор Норвежского технологического института.
  - Фогт, Йохан (англ. Johan Vogt) (1900—1991) — экономист, публицист и переводчик.
  - Фогт, Йорген (англ. Jørgen Vogt) (1900—1972) — политик и редактор.

## Память
- Именем норвежского учёного назван минерал кислых мартеновских шлаков — фогтит Ca(Fe, Mn, Mg)2Si3O9.
- В Норвегии выпущена марка с портретом Й. Фогта достоинством 0,65 кроны.